# Arabischer Strauß

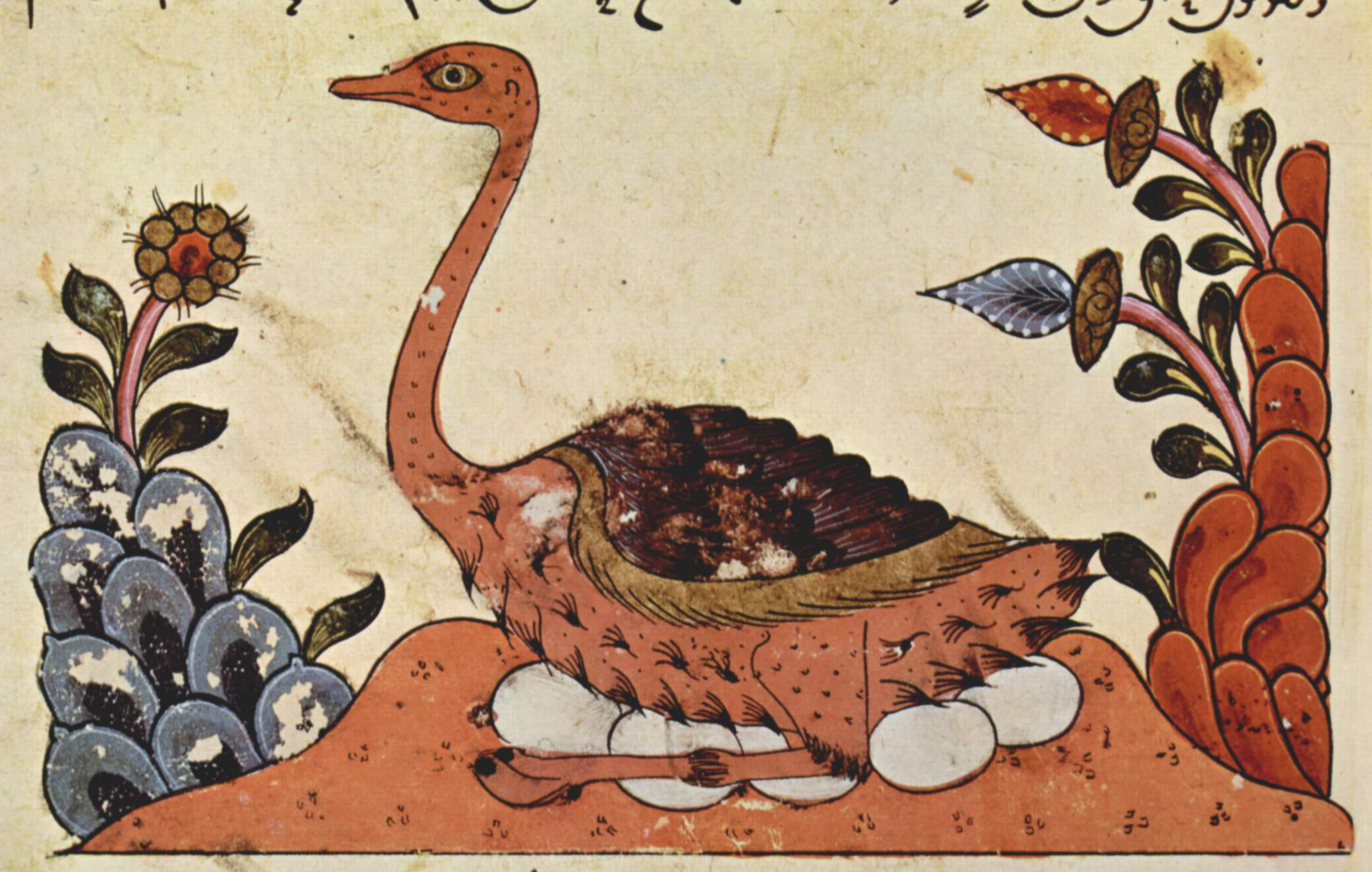
Darstellung eines Straußes; syrische Buchmalerei um 1335 aus dem Buch der Tiere des al-Dschahiz

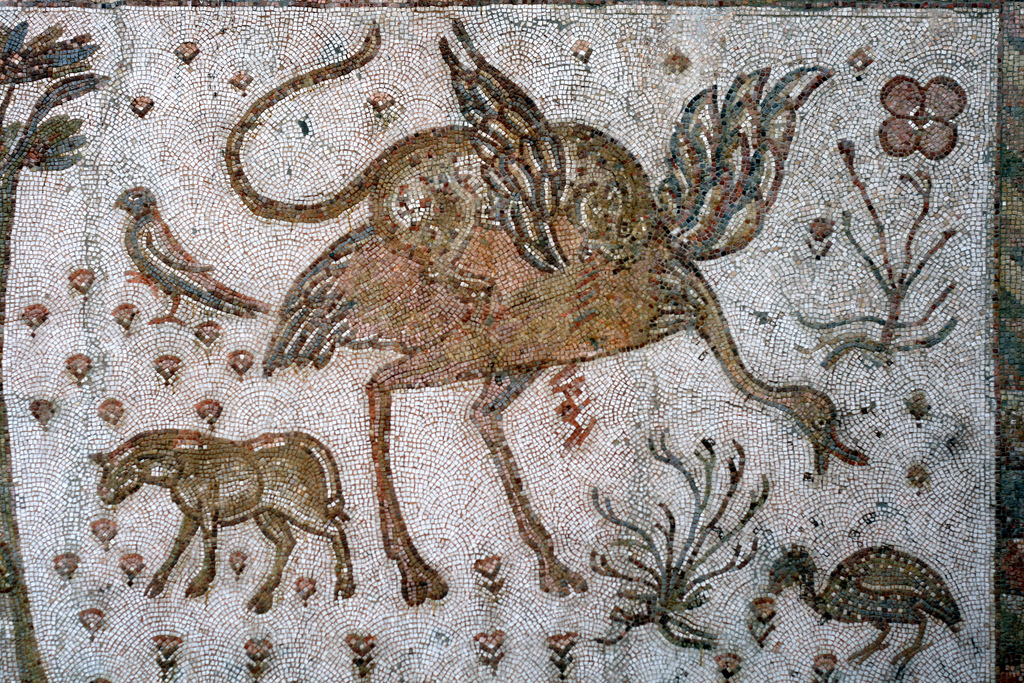
Ein Leopard greift einen Strauß an; römisches Mosaik in Damaskus

Der Arabische Strauß (Struthio camelus syriacus) war eine der fünf Unterarten des Straußes. Er lebte in den Steppen- und Wüstengebieten Arabiens. Der Arabische Strauß wurde Mitte des 20. Jahrhunderts durch übermäßige Bejagung ausgerottet.

## Merkmale, Systematik
Die Unterarten des Straußes sind nur im männlichen Geschlecht unterscheidbar. Vor allem nach der Färbung des Halses lassen sie sich in zwei Verwandtschaftsgruppen einteilen, diejenigen mit blauer und die mit roter Halsfarbe. Gemeinsam mit dem Nordafrikanischen Strauß Struthio camelus camelus bildete der Arabische Strauß die rothalsige Verwandtschaftsgruppe. Die enge Verwandtschaft der beiden Unterarten wurde durch Sequenzanalysen der mitochondrialen DNA (aus Museumsmaterial) bestätigt. Die Arabischen und Nordafrikanischen Strauße bildeten dabei eine nicht gegeneinander differenzierte gemeinsame Gruppe aus. Beide Unterarten standen vermutlich im Bereich der Sinai-Halbinsel in Kontakt miteinander.
Morphologisch war der Arabische Strauß der nordafrikanischen Unterart sehr ähnlich. Wie dieser sind Hals und Beine des Männchens rötlich gefärbt und auf dem Kopf ist eine nackte, aber nicht verhornte Kopfplatte ausgebildet. Unterschieden wird er durch geringere Körpergröße, schmaleren Schnabel sowie merklich kürzeren Fuß und Schwanz.

## Verbreitung
Die Unterart ist von der Arabischen Halbinsel bekannt. Zuordnung und Status von in antiken Texten und zum Teil in Ausgrabungsmaterial aus weiteren Teilen Asiens möglicherweise früher vorhandenen Straußen, die ggf. bereits in der Antike ausgestorben wären, werden nicht angegeben. Das Vorkommen in Arabien ist aus antiken und arabischen Texten, aus Reisebeschreibungen europäischer Forschungsreisender, aus Funden (vor allem von Eiern und Eierschalen) und aus bildlichen Darstellungen bestens bezeugt, der Strauß soll demnach in Arabien sogar recht häufig gewesen sein. Die Verbreitung reichte im Westen bis zur Sinai-Halbinsel, im Osten bis zum Euphrattal und zum Persischen Golf, im Norden etwa bis Damaskus und Bagdad. Im Süden ist vermutlich die ganze Halbinsel einschließlich des Jemen besiedelt gewesen. Strauße sind auf neolithischen Tonscherben lokaler bemalter Gefäße aus Shimal und Tell Abraq an der Küste des Persischen Golfs aus dem 2. Jahrtausend vor Christus abgebildet. Straußeneier sollen im Mittelalter zu den beliebtesten Andenken von der islamischen Pilgerfahrt gehört haben und wurden von hier aus in zahlreiche Moscheen ausgeführt.

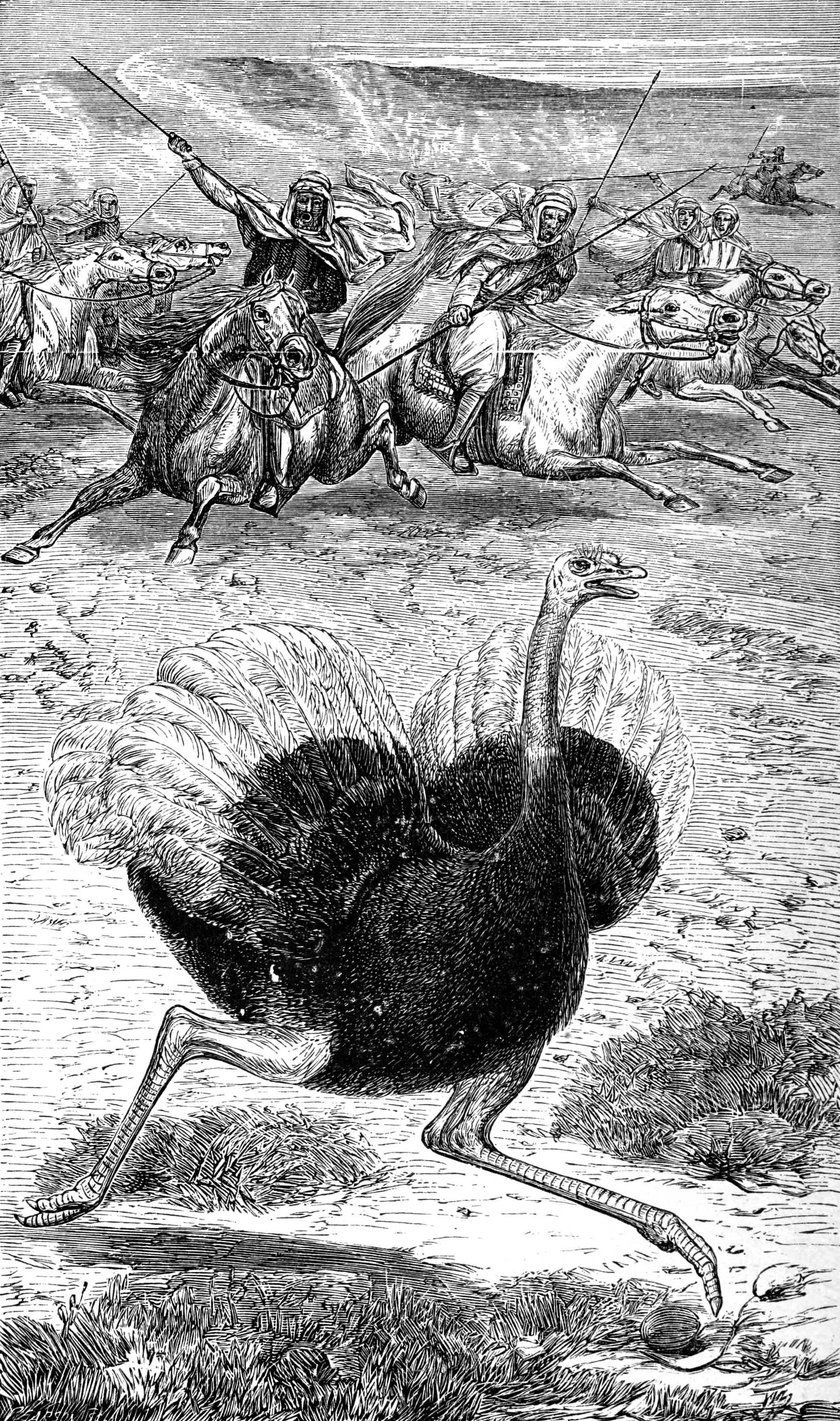
Stich einer Straußenjagd in Palästina von 1877

## Bejagung und Aussterben
Der Hauptgrund des Aussterbens war die starke Bejagung des Vogels. Vor der Verbreitung motorisierter Fahrzeuge und moderner Präzisionsfeuerwaffen war die Jagd auf Strauße zu Pferd extrem schwierig und anspruchsvoll, so dass selbst spezialisierte Jäger kaum zwei oder drei Tiere im Jahr erbeutet haben sollen. Da die Fluchtgeschwindigkeit ihr einziger Schutz war, wurden sie offensichtlich nach Einführung von Motorfahrzeugen rasch ausgerottet. Die südlichen Populationen verschwanden ca. 1920 bis 1930 aus ihrem letzten Rückzugsgebiet an der saudisch-jemenitischen Grenze. Die nördlichen Populationen sind vermutlich bald nach 1940 ausgerottet worden. Die letzten Angaben aus Syrien stammen von 1931, aus dem nördlichen Saudi-Arabien vor 1945. Ein letztes Exemplar soll 1966 bei einer Flut in Jordanien tot aufgefunden worden sein.

## Ansiedlungsprojekte
Verschiedene Initiativen bemühen sich um eine Wiederansiedlung von Straußen im arabischen Raum. Da der Arabische Strauß ausgestorben ist, soll dafür die nahe verwandte nordafrikanische Unterart Struthio camelus camelus eingesetzt werden. Dies ist unter anderem deswegen schwierig, weil auch dieser vom Aussterben bedroht ist. Die Population im saudi-arabischen Mahazat-as-Sayd-Schutzgebiet soll inzwischen 125 bis 150 Tiere umfassen, ist aber in Dürreperioden immer wieder bedroht. Einige Tiere werden auch halbwild in Chai Bar Jotvata im Wadi Araba in Israel gehalten.